# Nina Grundler
Nina Grundler (* 26. September 1989) ist eine ehemalige nauruische Leichtathletin.

## Leben und Karriere
Im Juni 2007 nahm Grundler an den Tri-Rigger Championships in Kiribati, einem Zwei-Nationen-Wettbewerb, teil. Bei den Ozeanienmeisterschaften 2008 gewann die Nauruerin im Kugelstoßen die Bronzemedaille (9,66 m) bei lediglich drei Teilnehmerinnen und erreichte den vierten Platz im Diskuswurf (29,39 m). Bei den Mikronesienmeisterschaften 2009 konnte sie im Kugelstoßen die Silbermedaille gewinnen (8,90 m), im Hammerwurf die Bronzemedaille bei drei Teilnehmerinnen (17,84 m). Im September 2010 verteidigte Grundler bei den Ozeanienmeisterschaften ihre Bronzemedaille im Kugelstoßen (9,59 m) und wurde Fünfte im Diskuswurf (28,41 m). Im folgenden Jahr fanden die kontinentalen Meisterschaften erstmals aufgeteilt in zwei regionale Divisionen statt, sodass die Nauruerin im Diskuswurf als einzige Teilnehmerin Ozeanienmeisterin wurde (29,01 m) und im Kugelstoßen unter drei Teilnehmerinnen die Silbermedaille gewinnen konnte (10,08 m). Bei den Pazifikspielen 2011 in Nouméa schied sie nach drei ungültigen Versuchen aus dem Wettbewerb, während Angelina Grundler (* 1966) den achten Platz belegte. Die Ozeanienmeisterschaften 2014 endeten für Grundler ohne Podiumsplatzierung im Kugelstoßen (fünfter Rang mit 10,87 m) und Diskuswurf (sechster Rang mit 28,62 m). Allerdings konnte sie bei den Mikronesienspielen im gleichen Jahr mit dem Gewinn einer Silbermedaille im Kugelstoßen (10,42 m) nur knapp hinter der Siegerin Lucinda Kamloy und einer Bronzemedaille im Diskuswurf (25,81 m) an frühere Erfolge anknüpfen.
Grundler entstammt den Eamwitmwit und ist seit Juli 2015 Mutter einer Tochter.

## Persönliche Bestleistungen
- Kugelstoßen: 11,36 m, 13. August 2011 in Gold Coast (nauruischer Landesrekord)
- Diskuswurf: 31,87 m, 17. Mai 2011 in Aiwo
- Hammerwurf: 17,84 m, 6. August 2009 in Gold Coast